# Premiers planteurs de Saint-Domingue
Cette page relate la vie des premiers planteurs de Saint-Domingue à partir du XVIIe siècle.
C'est au début des années 1670 que débute la colonisation organisée par Paris du Cap-Français, déclenchant une première révolte des flibustiers contre Bertrand d'Ogeron de La Bouëre, gouverneur de l'île de la Tortue, car ils veulent pouvoir continuer à livrer leur tabac aux navires hollandais et contourner le monopole de la Compagnie française des Indes occidentales.
La situation des planteurs de tabac s'aggrave en 1674 lorsque la compagnie est dissoute, remplacée par la ferme du tabac. Il est remplacé par Jacques Neveu de Pouancey, qui fortifie le Cap-Français, sur la côte nord-est de la grande île, où ne vivaient alors que des boucaniers, une autre colonie étant installée à l'ouest à Petit-Goâve. C'est l'époque où la monarchie décide de développer la culture de la canne à sucre, au détriment de celle du tabac, en fondant en 1673 la Compagnie du Sénégal. Dès le 4 mai 1677, Jacques Neveu de Pouancey, gouverneur de 1676 à 1681, dans une lettre à Colbert, se réjouit du recul de la flibuste avec selon lui un corollaire, la possibilité de développer des plantations de sucre dans les établissements français de Saint-Domingue. La guerre de Hollande (1674-1678) facilite ce dessein, mais la première plantation de sucre ne voit le jour qu'en 1689, celle de Jacques Yvon des Landes.
Marchand et flibustier des autres expéditions parmi lesquelles l'expédition de la Jamaïque de 1694, Jacques Yvon des Landes, participa à l'Expédition de Carthagène (1697) en finançant l’armement de deux vaisseaux, mais ne fut pas présent physiquement. Parmi les bénéficiaires de cette expédition et celle de la Jamaïque, l'historien Pierre Pluchon cite aussi Pantaléon I de Bréda, De Brack, lieutenant de roi à Léogane, Dantzé et Jean Fournier de Varennes. Son neveu Louis Marin Buttet de la Rivière a hérité de ses deux plantations au début du XVIIIe siècle avant de devenir gouverneur de Saint-Domingue.
| Années                               | 1687 | 1700 |
| Nombre de sucreries à Saint-Domingue | 0    | 18   |
| Nombre de sucreries en Guadeloupe    | 106  | 73   |
| Nombre de sucreries en Martinique    | 184  | 183  |

L'expédition de la Jamaïque, de 1694 permit de ramener à Saint-Domingue près de 3 000 esclaves volés aux anglais. L'expédition de Carthagène de 1697, occasionna de lourdes pertes au sein de la population de flibustiers, mais aussi des 1200 militaires venus de France, décimés par la fièvre jaune.  Parmi les bénéficiaires de ces deux expéditions, Jean-Joseph de Paty, Jean-Bernard de Pointis, Jean-Baptiste Du Casse et Joseph d'Honon de Gallifet, l'historien Pierre Pluchon citant aussi Bréda, Brach, Dantzé et Jean Fournier de Varennes.
Jean Ier Stapleton, l'un des Irlandais de Nantes, exilé lors du traité de Limerick du 13 octobre 1691, fait partie de ces premiers planteurs de Saint-Domingue. Il repart en France en 1698, écrire son testament qui sera une source précieuse pour les historiens, après la naissance de son fils au Cap Français en 1697. 
Jean Fournier de Varennes, capitaine de cavalerie, issu d'une grande famille de Saint-Malo, est arrivé en 1675, près de l'anse du Port-de-Mer, au nord de la ville actuelle du Cap-Français. Il commanda un détachement lors de la prise de Carthagène par les flibustiers en 1697, appelée Expédition de Carthagène (1697). Il a légué une sucrerie à chacun de ses six enfants. Dirigeant du Conseil Supérieur du Cap-Français par commission du 10 juillet 1701, il est fait lieutenant-colonel du régiment de Pardieu-Infanterie en 1713. Un de ses huit enfants, Pierre Fournier de Varennes (1709-1755), également capitaine de cavalerie, s'installe à Limonade, en maintenant des liens avec Saint-Malo, et réussit à développer les plantations. Son fils Jacques Fournier de Varennes, qui possède rapidement trois sucreries, est salué pour avoir réussi à rendre fertiles des terres salines et arides.
L'historien Pierre Pluchon a estimé que les flibustiers ont joué un rôle important parmi les premiers planteurs de Saint-Domingue qui ont amassé de grandes fortunes dans le sucre, ainsi que des officiers d'épée, comme Bréda, Brach et Dantzé. 
Charles Lemaire (flibustier), originaire de Dieppe, enrichi par le métier de flibustier, devint en 1693 procureur aux biens vacants puis siégea au conseil supérieur de Léogane et épousa Marie Cailletot qui lui donna quatre enfants, puis décédéa à Saint-Domingue le 18 octobre 1710. Leur fille Anne Lemaire a épousé Charles Guyot de la Mirande, lieutenant du Roi à Saint-Domingue, et leur petite fille Marie-Claire-Françoise Guyot de la Mirande s'est mariée le 12 juin 1732 avec Joseph-Hyacinthe de Rigaud de Vaudreuil, gouverneur du Cap-Français.
Pierre Lelong (flibustier), qui disposait d'une expérience dans la culture du Manioc et du Coton à l'île de la tortue,  devint avec son frère Antoine l'un des plus grands propriétaires de la région la Petite Anse sur la rive droite de la rivière du Haut-du-Cap. Vers 1684, il épouse Anne Dieu-le-veut. Marie-Marguerite Yvonne Lelong, leur fille, nait à Morlaix, le 16 février 1688. 
Pierre-Louis-Marie de La Buissonnière, écuyer, ancien mousquetaire de la Garde du Roi, est un autre flibustier enrichi et reconverti dans le sucre, devenu membre du conseil supérieur de Léogane jusqu'en mars 1715, lorsqu'un arrêt nomme Nicolas Haran pour son remplacement.